# Карталтепе (квартал в Байрампаша)
„Карталтепе“ (на турски: Kartaltepe) е квартал на Истанбул, разположен в околия Байрампаша. Общата му площ е 0,84 км2. Според данни на Адресната система за регистриране на населението (ABPRS) към 2023 г. населението на „Карталтепе“ е 43 195 жители.